# James S. Stewart

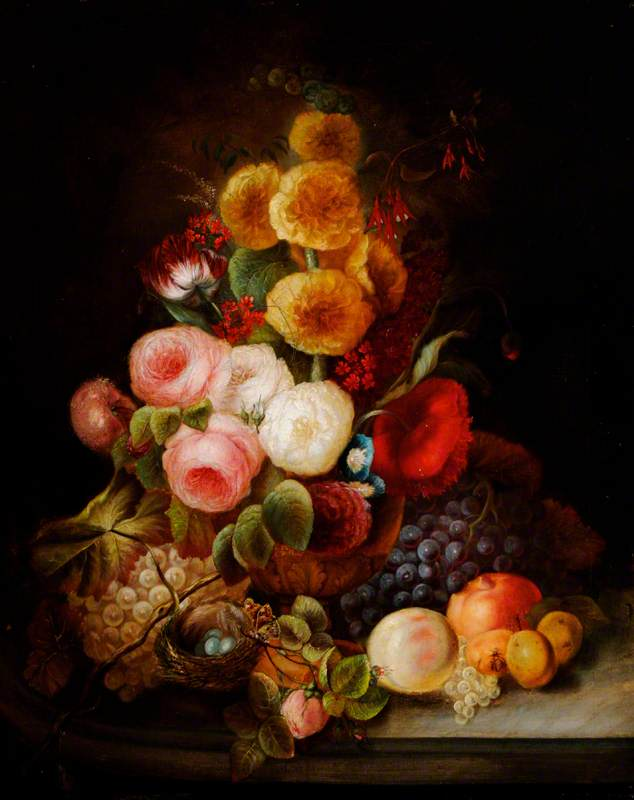
James S. Stewart: Still Life of Mixed Flowers in a Vase, with Fruit, Insects and a Bird's Nest with Eggs. National Trust

James S. Stewart (* 2. November 1791 in Edinburgh, Schottland; † 5. Februar 1863 in London, England) war ein schottischer Maler und Radierer.

## Leben
James Stewart wurde in Edinburgh geboren und erhielt seine künstlerische Ausbildung an der Trustees’ Academy in seiner Heimatstadt. Schon früh zeigte er ein besonderes Talent für detailreiche Architekturzeichnungen und Stadtansichten. In den 1820er Jahren zog Stewart nach London, wo er als Architekturdarsteller, Maler und Radierer tätig war. Er arbeitete eng mit Verlegern zusammen, um Kupferstiche für architektonische Fachbücher, Reiseführer und historische Publikationen zu erstellen. Stewart war Mitglied der Royal Scottish Academy und stellte regelmäßig in Edinburgh und London aus.

## Werk
James Stewart spezialisierte sich auf topografische Ansichten und architektonische Darstellungen. Seine Werke zeichnen sich durch eine präzise Linienführung, große Detailtreue und eine klare, sachliche Komposition aus. Seine erste eigenständige Radierung war Sir William Allans Werk Tartar Robbers Dividing the Spoil (Tartarenräuber teilen die Beute). Während seines Aufenthalts in London gravierte er die Werke The Pedlar (Der Hausierer) und Hide and Seek (Verstecken spielen) nach eigenen Bildern, die 1829 in der British Institution ausgestellt wurden. David Wilkie war von Stewarts Fähigkeiten als Graveur so beeindruckt, dass er ihn mit der Gravur mehrerer seiner Gemälde beauftragte. Seine größte Leistung war The Penny Wedding (Die Penny-Hochzeit).
Neben seinen Arbeiten auf Papier malte er auch Aquarelle, in denen er Licht und Atmosphäre besonders betonte. In seinen Radierungen hielt er den Übergang vom georgianischen zum viktorianischen Zeitalter fest und dokumentierte dabei historische Gebäude und Stadtlandschaften in Großbritannien. 